# مايك داير
مايك داير (بالإنجليزية: Mike Dyer)‏ هو لاعب كرة قاعدة أمريكي، ولد في 8 سبتمبر 1966 في آبلاند في الولايات المتحدة.

## وصلات خارجية
- مايك داير على موقعبيزبول رفرنس.كوم (الدوري الرئيسي) (الإنجليزية)
- مايك داير على موقعبيزبول رفرنس.كوم (الدوري الثانوي) (الإنجليزية)